# Psychotria kwewonii
Psychotria kwewonii är en måreväxtart som beskrevs av Jongkind. Psychotria kwewonii ingår i släktet Psychotria och familjen måreväxter. Inga underarter finns listade i Catalogue of Life.